# Некрополь Николаева
Николаевский некрополь (укр. Миколаївський некрополь) — кладбище в Николаеве, расположенное по берегу реки Ингул между Военной Слободкой и Старым Водопоем. Расположено по адресу Степная улица, 35.
Некрополь состоит из нескольких частей. Наибольшая часть — православное кладбище, на котором хоронили также католиков и протестантов. К северу от него расположено старообрядческое кладбище, а на юге — еврейское, караимское и магометанское кладбища.
Кладбищенская церковь — двухпрестольная: главный престол освящён во имя всех святых, придел — во имя апостола Иоанна Богослова.

## История
Николаевское кладбище впервые упоминается на карте 1795 года. В 1807—1808 годах на средства «военно-морских чиновников, адмиралтейских служителей, купцов, мещан и разночинцев г. Николаева» в центре кладбища была возведена церковь Всех святых, которая в 1858 году была перестроена и расширена на средства К. Н. Соболева, бывшего церковного старосты, купца I гильдии.
В 1876 году на средства И. Ф. Бартенева, купца I гильдии, и при содействии генерал-адъютанта Н. А. Аркаса, бывшего главного командира Черноморского флота и портов, церковь была обнесена чугунной оградой. В том же году на средства Аркаса в церковной ограде была сооружена двухэтажная часовня для отпевания усопших.
Вблизи церкви находится мраморный надгробный памятник в готическом стиле над фамильным склепом Аркасов, где похоронены адмирал Н. А. Аркас, генерал З. А. Аркас, их жёны, сын Н. А. Аркаса — Н. Н. Аркас, композитор и этнограф.

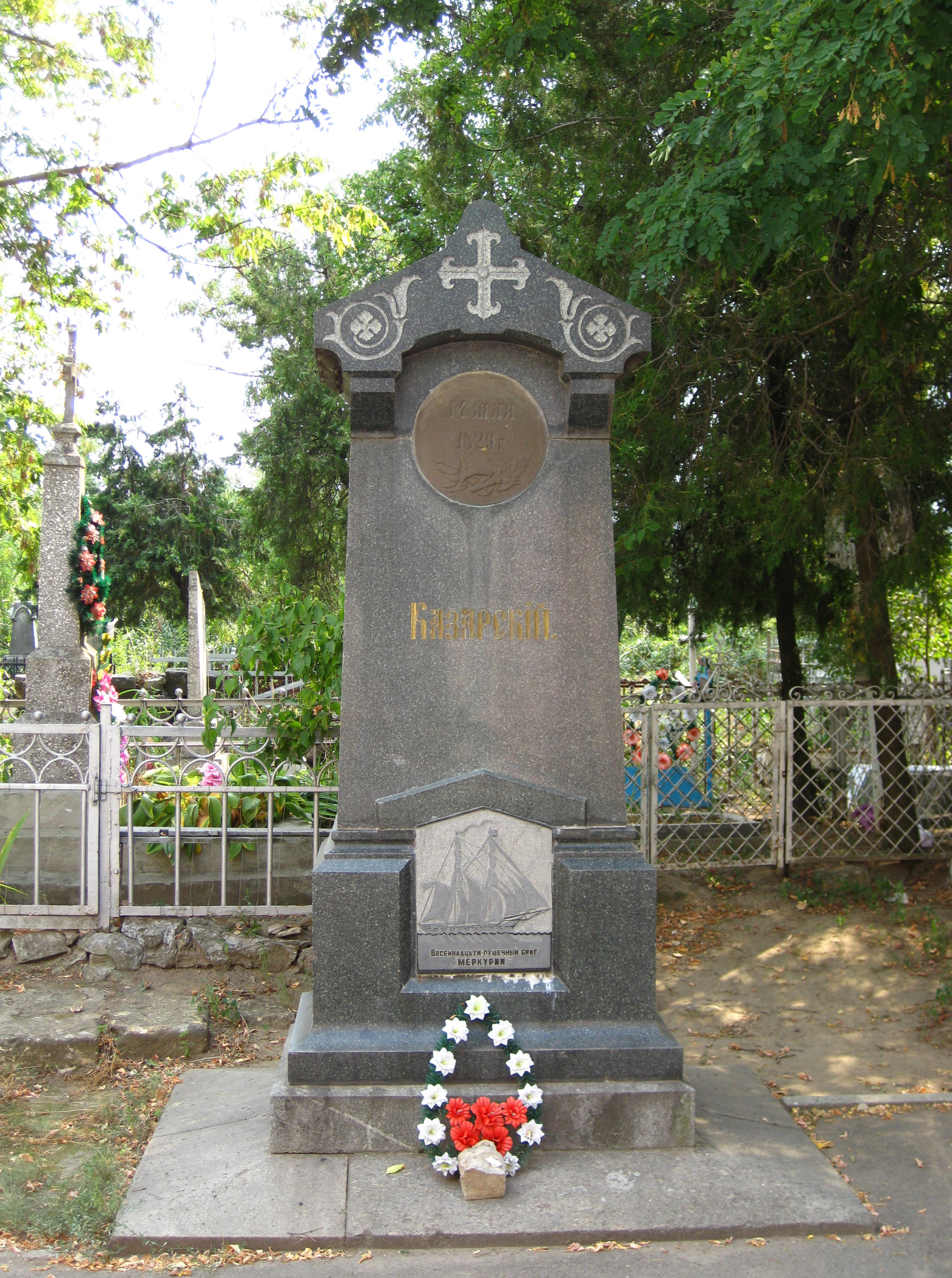
Могила А. И. Казарского

Поблизости от склепа установлен памятник командиру знаменитого брига «Меркурий» флигель-адъютанту, капитану 1 ранга А. И. Казарскому, изготовленный из чёрного полированного гранита в виде вертикальной плиты высотой около 3 метров. Памятник в несколько повреждённом виде сохранился до настоящего времени. Здесь же находились могилы членов экипажа брига «Меркурий», завещавших быть преданными земле рядом с командиром (к настоящему времени они уничтожены).
В советское время возникла порочная практика — в старинных могилах хоронили новоусопших. Памятник оставляли старый, но на него крепили доску с новым именем.
14 января 1972 года исполком Николаевского городского Совета народных депутатов принял решение о закрытии кладбища, территорию которого предполагалось превратить в сквер. С кладбища сняли охрану. С тех пор главной угрозой существованию некрополя является вандализм, осквернение могил и их разграбление. Безнаказанно вывозились на продажу надгробные памятники и металлические ограды. Если до 1917 года кладбище украшало около 500 статуй ангелов, на начало 1990-х годов их уже стало 312, то в наше время осталось лишь 22.

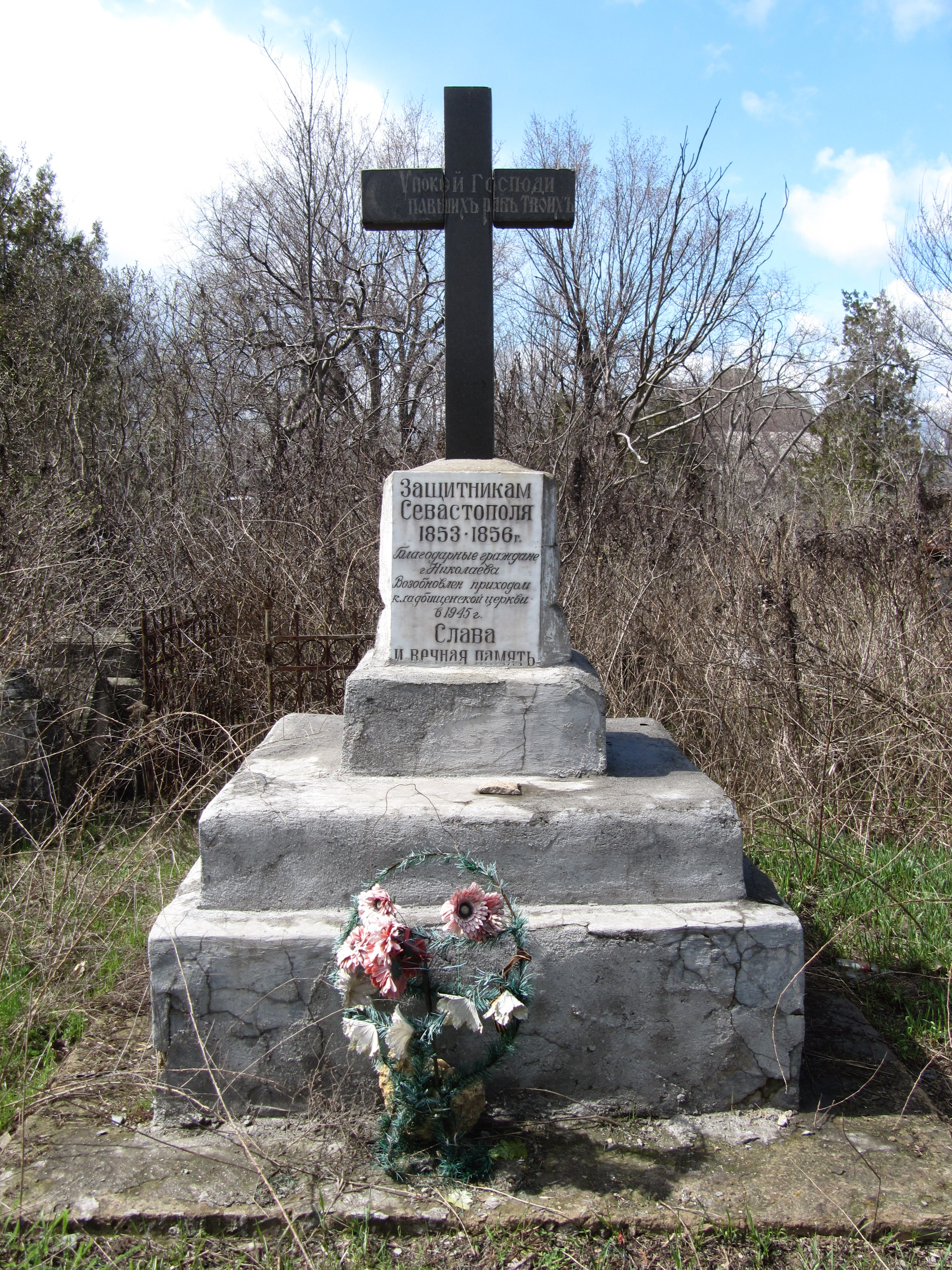
Памятник над братской могилой защитников Севастополя 1853—1855 гг.

Вандалами, в частности, были разграблены детали памятника защитникам Севастополя 1853—1855 гг., умершим от ран в Николаевском морском госпитале и захороненным в братской могиле. В первоначальном виде памятник представлял собой высокую четырёхгранную пирамиду, на вершине которой стоял крест, опирающийся на ядро. Подножие памятника было выложено пушечными ядрами, с четырёх углов памятник был окружён пушечными стволами, врытыми в землю, между которыми были натянуты якорные цепи.